# Maesa reticulata
Maesa reticulata là một loài thực vật có hoa trong họ Anh thảo. Loài này được C.Y. Wu mô tả khoa học đầu tiên năm 1977.